# Щёкотово (Нижегородская область)
 Щёкотово  — деревня в Шарангском районе Нижегородской области в составе  Старорудкинского сельсовета .

## География
Расположена на расстоянии примерно 19 км на юг от районного центра посёлка Шаранга.

## История
Известна со второй половины XIX века, когда здесь был отмечен 21 двор, в 1905 (починок Щекотовский) было дворов 43 и жителей 286, в 1926 (деревня Щекотово) 72 и 372, в 1950 102 и 408.

## Население
Постоянное население составляло 209 человек (русские 99%) в 2002 году, 206 в 2010.